# EUPOL COPPS
L'EUPOL COPPS (Oficina de la Policia de la Unió Europea de Coordinació i Suport a la Policia Palestina) és una missió europea de seguretat comuna i de defensa (CSDP) als Territoris palestins, amb base i operatius a Cisjordània. Forma part dels esforços més amplis de la Unió Europea en suport de l'edifici estatal palestí en el context de treballar per aconseguir una pau global basada en una solució de dos estats. És una de les dues missions civils que la UE exerceix en el territori palestí, mentre que l'altra és la Missió d'Assistència Fronterera de la Unió Europea (EUBAM Rafah).
EUPOL COPPS té la seu a Ramal·lah, i el seu objectiu és ajudar a l'Autoritat Nacional Palestina a construir les institucions d'un futur Estat de Palestina en matèria de policia i justícia penal sota l'autoritat palestina i d'acord amb els millors estàndards internacionals. El suport de la UE té com a objectiu augmentar la seguretat de la població palestina i atendre l'agenda interna de l'Autoritat Palestina en el reforçament de l'imperi de la llei. EUPOL COPPS també actua com un canal clau per als esforços de la UE i la comunitat internacional més àmplia, en la seva àrea de responsabilitat, millorar la situació sobre el terreny i obtenir resultats pràctics.

## Establiment
L'EUPOL COPPS es va establir després d'una decisió del Consell de la Unió Europea el novembre de 2005, i es basa en el treball de l'Oficina de Coordinació de la Unió Europea per al suport a la Policia palestina (EU COPPS), que es va establir el gener de 2005 a l'oficina del representant especial de la UE per al Procés de pau a l'Orient Mitjà, ambaixador Marc Otte. La iniciativa va seguir l'expressió dels líders de la UE al juny de 2004 de la seva disposició a donar suport a l'Autoritat Palestina en assumir la responsabilitat de la llei i l'ordre i, en particular, en la millora de la seva força de policia civil i la seva capacitat d'aplicació de la llei.

## Estructura organitzativa
EUPOL COPPS està integrada per 114 membres desarmats, 69 dels quals són internacionals i 45 locals. La major part del personal és dels estats membres de la UE. EUPOL COPPS té tres pilars operatius: un assessor de policia, un estat de dret i un departament de programes i avaluacions. Totes les seccions estan compostes per agents policials experimentats, magistrats i experts de països membres de la UE i països que aporten contingents no comunitaris, com ara Canadà o Noruega. La col·laboració estreta entre els apartats es realitza a través de diversos grups temàtics. Els caps de la missió han estat:
- Colin Smith
- Henrik Malmquist
- Kenneth Deane
- Rodolphe Mauget
- Kauko Aaltomaa des d'octubre de 2017

El primer cap de missió va ser Jonathan McIvor. El Cap de la Missió rep l'orientació de l'Alt representant de la Unió Europea per a Afers exteriors i Política de Seguretat a través del Representant Especial de la UE per al procés de pau Israel-Palestina.